# Bugatti Tipo 43
La Tipo 43 era un'autovettura di fascia alta prodotta dalla Casa francese Bugatti tra il 1926 ed il 1932.

## Profilo e storia

### Caratteristiche
La Tipo 43 nacque per sostituire la Tipo 38, di cui costituì in pratica un'evoluzione, ma anche per proporsi come versione "borghese" della sportiva Bugatti più popolare di quel periodo, ossia la Tipo 35. Della Tipo 38 venne ripreso il telaio a longheroni e traverse in acciaio, in questo caso con passo leggermente accorciato (appena 1,5 cm in meno), il cambio manuale a 4 marce, il radiatore e l'intero comparto sospensivo ad assali rigidi con balestre semiellittiche davanti e quarto di ellisse dietro. Il motore era invece quello della Tipo 35B, vale a dire un 8 cilindri in linea da 2262 cm3 dotato di sovralimentazione mediante compressore volumetrico e con potenza massima di 125 CV (la Tipo 35B arrivava a 140 CV). Tale livello di potenza, unito ad un telaio che da solo superava di poco la tonnellata, garantiva prestazioni di assoluto rilievo, con un allungo velocistico di 172 km/h, notevole per un'auto dei tardi anni '20 del secolo scorso, dati che fecero della Tipo 43 una delle vetture stradali più prestanti di quegli anni.
Per quanto riguarda la gamma carrozzerie, il patron Ettore Bugatti propose fin da subito una variante di torpedo affusolata che ricordava da vicino le Tipo 35 da competizione, ma nella maggior parte dei casi dotate di due file di sedili anziché una e di una capote di protezione contro le intemperie. Tra le altre carrozzeria disponibili vi erano la roadster e la cabriolet. L'orientamento e le origini sportive di questa vettura rimanevano ancora chiaramente visibili, non solo per quanto riguardava le prestazioni e il comportamento su strada, ma anche per quanto riguarda il comfort di marcia, superiore a quello della Tipo 35, ma di certo neanche lontanamente paragonabile a quello di vetture dell'epoca maggiormente votate al comfort. Anche la fila di sedili posteriori non offriva spazio a due persone, ma a due bambini. La Tipo 43 poteva essere quindi al massimo una vettura a due posti più due. A sottolineare ulteriormente l'essenzialità di questo modello, il cui prezzo rimase però ben al di sopra della media, contribuì anche la presenza, nella versione torpedo, di una sola portiera sul lato sinistro, mentre su quello destro era fissata la ruota di scorta. In generale, la Tipo 43 riprendeva dalla sua "sorella" più sportiva anche i cerchi in lega ad otto razze e i parafanghi di tipo motociclistico, anche se nel corso della sua carriera commerciale ne furono assemblati anche esemplari con parafanghi integrali, completi di predellino e dal disegno molto avvolgente.
Date le sue caratteristiche generali, sia a livello di motori e prestazioni, che a livello di filosofia progettuale, di finiture e di prezzo di listino (107.500 franchi nel 1927, addirittura più elevato di uno dei primi esemplari della lussuosa Tipo 46 che sarebbe arrivata solo due anni dopo), la Tipo 43 può essere paragonata, fatte le debite proporzioni e i debiti adattamenti in funzione dell'epoca, ad una più recente BMW M4 GTS, anche questa essenziale, sportivissima, assai potente e venduta ad un prezzo di listino molto elevato. Per questo la Tipo 43, nonostante la sua cilindrata non proprio tipica delle preferenze di una clientela ricchissima, ha avuto fra i suoi estimatori anche esponenti della nobiltà, come Leopoldo III del Belgio, erede al trono del Belgio e figlio dell'allora sovrano in carica Alberto I.

### La carriera commerciale
La Tipo 43 venne presentata al pubblico nel marzo del 1927 con la denominazione commerciale di Gran Sport, ma i primissimi esemplari, sette per la precisione, vennero assemblati già nel mese di dicembre dell'anno precedente. A partire dal mese di aprile del 1927, la produzione fu avviata a pieno regime, che in quel periodo storico significava tra le sette e le dieci vetture completate ogni mese. Alla fine di quello stesso anno furono circa 80 gli esemplari prodotti, mentre altri 60 furono prodotti nel 1928, dei quali gli ultimi 15 esemplari vennero consegnati entro l'aprile del 1929. La grave crisi finanziaria innescatasi nell'ottobre di quell'anno contribuì largamente a far rallentare la produzione della Tipo 43: nel 1930 molti esemplari prodotti rimasero invenduti.
E fu proprio nel 1930 che, per venire incontro alle esigenze dei mercati d'oltreoceano, venne introdotta anche la Tipo 43A, disponibile esclusivamente con carrozzeria roadster molto affine a quella proposta già in alcuni esemplari di Gran Sport: tale carrozzeria era caratterizzata da tratti più eleganti, dalla presenza di due portiere e da una coda molto più arrotondata rispetto a quella a forma ogivale proposta per le Tipo 43 Gran Sport con carrozzeria torpedo. La Tipo 43A differiva inoltre dalla Gran Sport per la capote più avvolgente e che riparava meglio dagli agenti atmosferici e per il parabrezza abbattibile. La ruota di scorta era comunque presente, ma alloggiata in un vano posto nella parte posteriore.
La produzione della Tipo 43 terminò nel 1932 con un totale di 160 esemplari prodotti, compresa la Tipo 43A: al suo posto, la casa di Molsheim introdurrà la Tipo 55.

### Galleria fotografica
| Tipo 43 GS torpedo | Tipo 43 GS torpedo (posto guida) | Tipo 43 GS torpedo 4 posti con parafanghi e predellino | Tipo 43 GS cabriolet | Tipo 43A Roadster (vista laterale) |
| ------------------ | -------------------------------- | ------------------------------------------------------ | -------------------- | ---------------------------------- |
|                    |                                  |                                                        |                      |                                    |